# توماس آدیس
توماس آدیس (انگلیسی: Thomas Addis؛ ۲۷ ژوئیه ۱۸۸۱ – ۴ ژوئن ۱۹۴۹) پزشک و دانشمند اهل اسکاتلند بود.
توماس آدیس تحصیلات خود در رشتهٔ پزشکی را در «دانشکدهٔ پزشکی دانشگاه ادینبرا» و «مؤسسهٔ آسیب‌شناسی شاریتی برلین» و همچنین در هایدلبرگ به پایان رساند.
او از سال ۱۹۱۱، استاد دانشگاه استنفورد شد و تا پایان زندگی در آنجا ماند.
وی مشارکت‌های مهمی در زمینهٔ درک چگونگی انعقاد خون داشت. وی همچنین یکی از پیشگامان پزشکی کلیه بود که از زیرشاخه‌های تخصصیِ پزشکی داخلی است و به مطالعه دربارهٔ بیماری‌های کلیه می‌پردازد. توماس آدیس نحوهٔ بیماری‌زایی هموفیلی را در سال ۱۹۱۱ شرح داد و نخستین کسی بود که ثابت کرد با تجویز پلاسمای عادی، می‌توان هموفیلی را درمان کرد. علاوه بر اینها، توماس آدیس مشارکت‌های فراوانی نیز در درک متابولیسم رنگدانه‌های صفراوی داشت.